# Kardeşlerim
Kardeslerim (traducida al español como Hermanos o Todo Por Mi Familia) es una serie turca de drama, creada por Gül Abus Semerci y producida por NG Medya. Está protagonizado por Halit Özgür Sari, Su Burcu Yazgı Coşkun, Yiğit Koçak, Onur Seyit Yaran, Aylin Akpınar, Celil Nalçakan, Fadik Sevin Atasoy, Cüneyt Mete, Ahu Yağtu,  Simge Selçuk, Lizge Cömert, Recep Usta y Melis Minkari. Se estrenó en la cadena turca ATV el 20 de febrero de 2021.
En junio de 2022, ATV renovó Kardeslerim por una tercera temporada, la cual se estrenó el 3 de septiembre de 2022.y finalizó el 10 de junio de 2023. La serie fue renovada para una cuarta temporada que inició el 9 de septiembre de 2023 y finalizó el 8 de junio de 2024.

## Trama
Cuenta la historia de cuatro hermanos, Kadir, Ömer, Asiye, y Emel, que tras la muerte de sus padres, son despojados de todos sus bienes materiales, viéndose obligados a emprender un tortuoso camino en el que descubrirán que el mejor legado que poseen es su espíritu de lucha y su ambición por la verdad.
También es el relato de ocho jóvenes que se enamoran a pesar de haber nacido en mundos opuestos y aparentemente irreconciliables, es la tormentosa historia de amor de Kadir y Melisa, Doruk y Asiye, Ömer y Süsen, Aybike y Berk, quienes tendrán que superar difíciles obstáculos y revelar dolorosos secretos para vivir a pleno el amor que el destino les tiene reservado.

## Personajes
- Halit Özgür Sari como Kadir Eren+ (hijo de Veli y Hatice, hermano mayor de Asiye y Emel)
- Su Burcu Yazgı Coşkun como Asiye Eren+ (hija de Veli y Hatice, hermana menor de Kadir y mayor de Emel)
- Bilal Yiğit Koçak como Ömer Eren / Ömer Yilmaz Ercan (hijo de Ahmet y Suzan, hermano mayor de Harika, Sarp y Yasmin / hijo adoptivo de Veli y Hatice)
- Aylin Akpınar como Emel Eren (hija de Veli y Hatice, hermana menor de Kadir y Asiye)
- Lizge Cömert como Süsen Kılıç (hija de Süreyya)
- Turan Cihan Şimşek como Oğulcan Eren Aslan (hijo de Orhan y Şengül, hermano menor de Cansü, hermano mayor de Aybike y Umutcan)
- Melis Minkari como Aybike Eren Aslan (hija de Orhan y Şengül, hermana menor de Cansü y Oğulcan, hermana mayor de Umutcan)
- Fadik Sevin Atasoy como Şengül Aslan de Eren+ (madre de Oğulcan, Aybike y Umutcan)
- Cüneyt Mete como Orhan Eren (padre de Cansü, Oğulcan, Aybike y Umutcan)
- Celil Nalçakan como Akif Atakul ( padre de Doruk, Kaan y Melisa)
- Onur Seyit Yaran como Doruk Atakul Şen+ (hijo de Akif y Nebahat, hermano mayor de Kaan y Melisa)
- Simge Selçuk como Nebahat Şen de Atakul (madre de Doruk y Melisa)
- Recep Usta como Berk Özkaya (hijo biológico de Gökhan, hermano mellizo de Elif e hijo adoptivo de Ayla)
- Aslı Mavitan como Ayla Kara Vda. de Özkaya (madre adoptiva de Berk y Elif)
- Ahu Yağtu como Suzan Ercan Vda. de Manyasli+ (madre de Ömer y Harika)
- Gözde Türker como Harika Manyaslı Ercan (hija de Kenan y Suzan, hermana menor de Ömer)
- Berk Ali Çatal como Tolga Barçın Soydan (hijo de Tarhan, hermano de Leyla)
- Nazlı Çetin como Leyla Barçın Soydan+ (hija de Tarhan, hermana de Tolga)
- Eylül Lize Kandemir como Yasmin Yılmaz Ender (hija de Ahmet y Şevval, hermana menor de Ömer y Sarp)
- Atakan Ozkaya como Sarp Yılmaz Ender (hijo de Ahmet y Şevval, hermano menor de Ömer y mayor de Yasmin)
- Nilsu Yılmaz como Cemile
- Berk Bakioglu como Ayaz Sönmez (sobrino de Şevval, primo de Sarp y Yasmin)
- Damiasu Ikizoğlu como Melisa Atakul Şen (hija de Akif y Nebahat, hermana menor de Doruk y Kaan)
- Eren Ören como Kaan Atakul Korcut+ (hijo de Akif, hermano menor de Doruk y mayor de Melisa)
- Nihan Bügükağaç como Şevval Ender Vda. de Yilmaz (madre de Sarp y Yasmin, tía de Ayaz)
- Yildiz Kültür como Sevgi Yilmaz (madre de Ahmet, abuela de Ömer, Sarp y Yasmin)
- Dilara Sümbül como Elif Çetin / Elif Özkaya (hija de Gökhan, hermana melliza de Berk e hija adoptiva de Ayla)
- Emre Karayel como Yaman Soydan ( padre de Lydia, tío de Tolga y Leyla)
- Elçin Irem Zehra como Lydia Soydan (hija de Yaman, prima de Tolga y Leyla)
- Murat Divitçioğlu como Gökhan Çetin+ (padre de Berk y Elif)
- Şeyma Korkmaz como Süreyya Kiliç+ (madre de Süsen)
- Selen Domaç como Ayten Eren (madre de Cansü, madrastra de Oğulcan, Aybike y Umutcan)
- Melisa Bostancioğlu como Cansü Aktaş / Cansü Eren (hija de Orhan y Ayten, hermana mayor de Oğulcan, Aybike y Umutcan)

## Capítulos
| Temporada | Temporada | Episodios | Episodios | Emisión original         | Emisión original    |
| Temporada | Temporada | Episodios | Episodios | Primera emisión          | Última emisión      |
| --------- | --------- | --------- | --------- | ------------------------ | ------------------- |
|           | 1         | 18        | 18        | 20 de febrero de 2021    | 19 de junio de 2021 |
|           | 2         | 38        | 38        | 11 de septiembre de 2021 | 11 de junio de 2022 |
|           | 3         | 38        | 38        | 3 de septiembre de 2022  | 10 de junio de 2023 |
|           | 4         | 38        | 38        | 9 de septiembre de 2023  | 8 de junio de 2024  |

## Emisión

### Turquía
La serie se estrenó en Turquía en la cadena ATV el 20 de febrero de 2021. La segunda temporada se estrenó el 11 de septiembre de 2021. La tercera temporada se estrenó el 3 de septiembre de 2022.La cuarta temporada se estrenó el 9 de septiembre de 2023 y será la última temporada, la serie finalizó el 8 de junio de 2024.

### Internacional
En el Medio Oriente, la serie comenzó a emitirse en OSN el 15 de agosto de 2021.
En Argentina la serie empezó a emitirse en Telefe el 5 de mayo de 2023, bajo el título Todo por mi hogar. 
En Chile, la serie empezó a emitirse en TVN el 14 de diciembre de 2021, bajo el título de Todo por mi familia. En España, Kardeşlerim se estrenó en Antena 3 el 26 de junio de 2022, bajo el título de Hermanos.En Colombia, Kardeşlerim, se estrenó en Caracol Televisión el 10 de diciembre de 2024, bajo el nombre de Todo Por Mi Familia. En Rusia, se estrenó en la plataforma de streaming More.TV el 6 de septiembre de 2021, bajo el título de Мои братья мои сестры.
La serie ha sido vendida a más de 87 países bajo el título internacional de For My Family, entre los que también se incluyen Argelia, Baréin, Chad, Yibuti, Egipto, Gaza, Irán, Irak, Jordania, Kuwait, Líbano, Libia, Mauritania, Marruecos, Omán, (Palestina, Catar, Arabia Saudita, Somalia, Sur Sudán, Sudán, Siria, Túnez, Emiratos Árabes Unidos, Cisjordania, Yemen,Rumanía, Israel y Uzbekistán, Chile, Perú,  Panamá, Argentina) y Portugal.